# أوليندا بيجا
أوليندا بيجا (بالبرتغالية: Olinda Beja) (8 ديسمبر 1946 في ساو تومي وبرينسيب)؛ كاتِبة وشاعرة برتغالية.